# Affaire Blanche Garneau

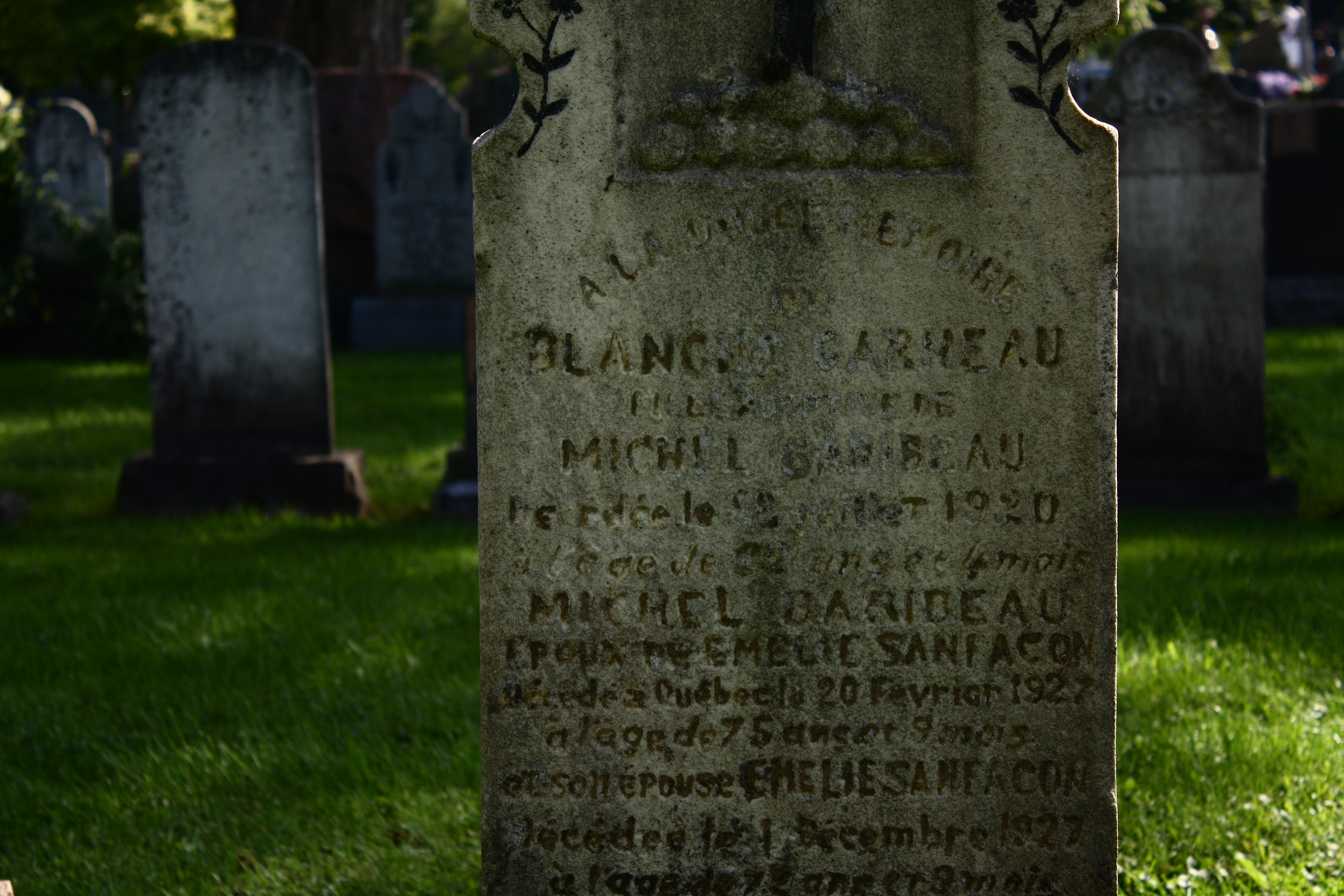
Cimetière Saint-Charles, à Québec.

L'Affaire Blanche Garneau, qui éclata en 1920 à Québec, éclaboussa le gouvernement Taschereau lorsque le premier ministre de la province réagit de façon disproportionnée face à un journal qui avait accusé deux députés libéraux de l'Assemblée législative d'être impliqués dans l'assassinat de cette jeune fille. Cette réaction fit que la rumeur sur l'implication de ces politiciens resta tenace pendant des années.

## Blanche Garneau
Théophile Garneau, le père de Blanche, est né le 22 novembre 1868 dans le quartier Saint-Sauveur, à Québec. Rosanna Paré, la mère de Blanche, a vu le jour le 25 octobre 1875. Théophile et Rosanna se marient le 21 octobre 1895. Leur premier enfant est une fille qui portera le nom d’Yvonne Garneau. Le 9 mars 1897, Rosanna donne naissance à un fils, Théophile Philias, qui meurt quatre mois plus tard (5 juillet). Le 18 avril 1898, un deuxième fils, Arthur, « vint faire oublier aux parents leur drame de l’année précédente. Le 20 mars 1899, ce fut une deuxième fille. Théophile et Rosanna s’empressèrent de la baptiser sous le nom de Malvina Blanche Graziella Garneau. Louis Garneau Jr devint son parrain alors que Malvina Métivier fut choisie pour être sa marraine. Le registre signé le jour du baptême indique que Théophile était électricien, une profession en plein essor à cette époque ».
Le malheur continua de s’abattre sur la famille. Arthur mourut avant de célébrer son anniversaire et un autre fils, né le 9 novembre 1900, devait mourir le 24 juin 1901. Théophile Garneau s’est éteint le 23 décembre 1902. Il avait 34 ans. Le 17 décembre 1904, sa veuve Rosanna est décédée à l’Hôtel-Dieu de Québec. Ainsi, les sœurs Yvonne et Blanche Garneau devinrent orphelines. On ignore qui a pris les deux fillettes en charge. Toutefois, Yonne a épousé un pompier du nom de Narcisse Martin le 17 mai 1915 à l’église de Saint-Zéphirin de Stadacona. Blanche a fini par se retrouver en adoption chez Michel Baribeau et Émilie Sanfaçon, mais on ignore à quel moment précisément.

## Les débuts de l'affaire
En 1920, Blanche Garneau, 21 ans, fille adoptive de Michel Baribeau et d'Émilie Sanfaçon, habite toujours chez ses parents sur la rue François Ier du quartier Stadacona de Québec et travaille comme vendeuse dans une boutique de thé située sur la rue Saint-Vallier dans le quartier Saint-Sauveur. Pour se rendre à son travail, elle traverse le parc Victoria, ce qui l'amène à emprunter deux ponts qui enjambent la rivière Saint-Charles.
Or, Blanche Garneau ne rentre pas chez elle le soir du 22 juillet 1920. Inquiets, ses parents adoptifs hésitent d'abord à s'adresser aux policiers et ne le font qu'au bout de six jours. Finalement, le corps de la jeune fille est découvert par des enfants le soir du 28 juillet dans le parc Victoria, près des rails du tramway et à proximité des berges de la rivière. L'autopsie, pratiquée par le docteur Albert Marois, démontre qu'elle a été violée et étranglée, et que sa mort date de quelques jours.
Le chef de la police de la Ville de Québec, Émile Trudel, confie l'enquête au détective Lauréat Lacasse, qui mettra plusieurs jours à se rendre sur les lieux de la scène de crime. L'enquête du coroner George William Jolicoeur se déroulera tout au long de l'été, jusqu'au début de septembre.  Le policier qui se trouvait sur place le soir de la découverte du corps semble être à l'origine de la rumeur selon laquelle Blanche Garneau aurait été tuée ailleurs avant que son corps soit apporté sur place via la rivière Saint-Charles.  Toutefois, d'autres témoins viendront le contredire.  L'auteur Réal Bertrand a privilégié cette hypothèse du complot dans son livre de 1983. À partir de ce moment, cependant, l'enquête piétine. Les journaux hostiles au gouvernement commencent déjà à déplorer les lenteurs de cette enquête.
Trudel parvient cependant à interroger quelques rares témoins. Les parents déclarent que Blanche Garneau repoussait ses prétendants car elle désirait entrer chez les Sœurs servantes du Saint-Cœur de Marie. Un autre témoin indique que la jeune fille a été vue en train de discuter avec deux hommes au parc Victoria, le jour de sa disparition.
Les policiers enquêteurs parviennent tout de même à mettre la main sur deux suspects passables, Raoul Binet et William Palmer. Binet, détenu dans une prison en Ontario, avoue qu'il a vu son compère Palmer assassiner la jeune fille. Les deux détenus sont extradés au Québec afin de subir un procès. Il y est prouvé que les deux hommes n'étaient même pas à Québec la semaine de l'assassinat. Palmer, un repris de justice, doit retourner à la prison où il terminait sa peine. Binet, lui, sera reconnu coupable de parjure pour avoir accusé Palmer à tort.

## Le gouvernement s'en mêle
Pendant ce temps, des rumeurs ont commencé à circuler concernant des fils de députés du Parti libéral qui auraient commis le crime. Elles visent Majella Madden, fils de Martin Madden, député de Québec-Ouest, ainsi qu'Arthur Paquet Jr, fils du député de Saint-Sauveur, Arthur Paquet. Ces jeunes gens auraient enlevé la jeune fille, l'auraient violée puis étranglée. Le ministère de la Justice aurait ensuite tout manigancé pour étouffer l'affaire. Le 24 octobre 1922, John H. Roberts, éditeur de l'hebdomadaire The Axe, publié à Montréal, écrit dans un éditorial que deux membres du Parti libéral, députés à l'Assemblée législative, sont impliqués dans le meurtre de Blanche Garneau mais n'inscrit pas leurs noms. Il offre 5 000 $ de récompense à la personne qui pourra fournir des renseignements sur l'affaire. Dans le même article, il prie le lieutenant-gouverneur, Charles Fitzpatrick, d'intervenir en créant une Commission royale d'enquête. Roberts était un prohibitionniste mécontent de la nouvelle loi sur la vente de l'alcool et qui, selon certains, cherchait à se venger.
Furieux, le premier ministre Taschereau, qui est également procureur général du gouvernement, accuse Roberts d'avoir attenté aux privilèges de la Chambre et le cite à comparaître devant les membres de l'Assemblée législative en commission spéciale. Au début de la première audience, le 2 novembre, le premier ministre déclare: "Depuis que j'ai lu cet article (celui de The Axe), j'ai référé à bien des précédents où l'on avait violé les privilèges de la Chambre et je n'ai rien vu de plus infâme. Chaque député de la Chambre peut être actuellement visé. On peut peut-être s'étonner que ce qui arrive aujourd'hui ne soit pas arrivé plus tôt. Car le journal en question fait une sale besogne".
Lors de leurs déclarations, tous les députés qui s'expriment, tant libéraux que conservateurs, s'entendent pour dénoncer l'article de Roberts. Celui-ci le défend en déclarant qu'il n'a fait que mettre en évidence les rumeurs circulant dans la capitale tout en ne donnant aucun nom. Il affirme : "Si j'avais attaqué un membre de cette Chambre en sa qualité de membre, il y aurait alors eu violation de privilège; mais quelle que soit l'attaque qu'il y a eu, si attaque il y a, ce que je n'admets pas, c'est une attaque contre les députés privément et non comme députés".
Taschereau, ainsi que l'orateur de la Chambre, Joseph-Napoléon Francoeur, exigent qu'il donne des noms, ce qu'il se refuse à faire. Le 7 novembre, l'Assemblée législative déclare Roberts coupable d'avoir calomnié injustement deux députés. Le journaliste reste sous la garde du sergent d'armes jusqu'à ce que l'on ait statué sur son sort. Le premier ministre dépose alors le projet de loi 31, permettant à la Chambre de l'emprisonner pendant une période d'un an. Il est adopté deux jours plus tard. John H. Roberts purge sa peine à la prison de Québec et est libéré le 12 avril 1923. Quelques jours plus tard, il publiera un éditorial dans lequel il déclare n'avoir offert aucune excuse à l'Assemblée.

## La Commission royale d'enquête
D'autres rumeurs circulent dans la province impliquant maintenant Robert Taschereau, fils même du premier ministre. Un écrit anonyme intitulé La Non Vengée insinue que Blanche Garneau a été victime d'un crime sadique perpétré par le Club des Vampires, constitué de fils de politiciens et de juges connus. Taschereau tente de faire taire définitivement ces rumeurs en créant une commission d'enquête chargée de faire la lumière sur l'affaire Garneau. Instituée le 14 janvier 1922, elle est présidée par les juges John Sprott Archibald et Joseph-Émery Robidoux. Cette fois, les conservateurs, dont le chef est Arthur Sauvé, critiquent la formation de cette commission chargée plutôt selon eux de laver le gouvernement des accusations qui pèsent contre lui.
Après avoir écouté différents témoignages, la commission en vient à quatre conclusions : la justice a fait tous les efforts possibles pour retrouver les meurtriers; les enquêteurs ont suivi et vérifié toutes les indications qui leur ont été soumises; les fils des députés soupçonnés du crime ne sont pas impliqués dans le meurtre car ils ont fourni un alibi solide (il est cependant à souligner que ces alibis sont tous des membres de leur parenté); le mystère demeure entier sur les véritables assassins de Blanche Garneau.
Durant toute la durée de l'affaire, l'ancien député Armand Lavergne a accusé le gouvernement Taschereau de s'être traîné les pieds dans la conduite de l'enquête puis d'avoir accusé à tort des citoyens innocents. C'est lui qui a défendu William Palmer lors de son procès, ainsi John H. Roberts lors de sa convocation devant l'Assemblée législative.

## Les suspects
Parmi les suspects, notons que Martin Griffin habitait au 75 Saint-Ambroise, c’est-à-dire sur le trajet que Blanche Garneau avait l’habitude de prendre le soir pour rentrer chez elle. De plus, malgré son apparition à l’enquête du coroner, à l’enquête On Discovery et à la Commission royale d’enquête, Griffin n’a jamais été questionné sur le fait que Blanche avait refusé à deux reprises de sortir avec lui.
Malgré leur acquittement en 1921, Binette et Palmer demeurent des suspects intéressants. Binette continua de croupir en prison durant plusieurs années et continua de se vanter d’avoir assassiné Blanche Garneau. Quant à Palmer, après avoir nié s’être retrouvé à Québec en juillet 1920, il finit par admettre qu’il y était. On ignore ce que Palmer est devenu, mais Raoul Binette est mort le 20 janvier 1964 à Pointe-aux-Trembles.
Michel Baribeau, le père adoptif, était le suspect favori de l’auteur Réal Bertrand.  Toutefois, comme pour les autres suspects, les preuves manquent pour affirmer quoi que ce soit.
En 2017, l’auteur Eric Veillette a présenté deux nouveaux suspects : Achille Thivierge et Patrick Ryan.  Achille Thivierge était un commerçant qui a été accusé d’avoir agressé une jeune femme le 4 août 1920 sur la rue Saint-Vallier, à quelques pas du trajet emprunté quotidiennement par Blanche Garneau.  Thivierge est mort en 1955.  Quant à Patrick Ryan, il a été condamné pour le viol d’une jeune femme survenu le 24 août 1920 dans des circonstances similaires au crime dont Blanche Garneau a été victime.  Le complice de Ryan n’a jamais été retrouvé.  Pour sa part, Ryan s’est éteint en 1958.